# دهستان گرکن شمالی
دهستان گرکن شمالی نام دهستانی در بخش پیربکران شهرستان فلاورجان، استان اصفهان در ایران است.

## جمعیت
براساس سرشماری مرکز آمار ایران در سال ۱۳۸۵، جمعیت آن ۱۶۰۵۰ نفر (۴۲۹۲ خانوار) بوده‌است.